# کوکزتاون
کوکزتاون (به انگلیسی: Cookstown) یک شهرک در بریتانیا است که در شهرستان تایرون واقع شده‌است. کوکزتاون ۱۰٬۶۴۶ نفر جمعیت دارد.

## خواهرخوانده
شهر Plérin خواهرخواندهٔ کوکزتاون هست.